# افسردگی (حالت)
افسردگی حالتی خلقی شامل بی‌حوصلگی و گریز از فعالیت یا بی‌علاقگی و بی‌میلی است و می‌تواند بر افکار، رفتار، احساسات و خوشی و تندرستی یک فرد تأثیر بگذارد.
افراد افسرده هم می‌توانند احساس ناراحتی، اضطراب، پوچی، ناامیدی، درماندگی، بی‌ارزشی، شرمساری یا بی‌قراری داشته باشند. ممکن است آن‌ها اشتیاق خود در انجام فعالیت‌هایی که زمانی برایشان لذت‌بخش بوده از دست بدهند، نسبت به غذا بی‌میل و کم‌اشتها شوند، تمرکز خود را از دست بدهند، در به‌خاطر سپردن جزئیات و تصمیم‌گیری دچار مشکل شوند، در روابط خود به مشکل، برخورد کنند و به خودکشی فکر کرده، قصد آن را داشته باشند و حتی خودکشی کنند. اختلال افسردگی، ممکن است که باعث بی‌خوابی، خواب زیاد، احساس خستگی و کوفتگی، مشکلات گوارشی، یا کاهش انرژی بدن شود.
افسردگی یکی از ویژگی‌های برخی از نشانگان روانی از جمله، اختلال افسردگی اساسی است؛ اما ممکن است که یک واکنش طبیعی به رویدادهای زندگی، مانند مرگ نزدیکان، اثرات بیماری‌های بدنی یا عوارض جانبی مصرف بعضی از داروها و درمان‌های پزشکی باشد، البته تا هنگامی که این حالت در یک مدت زمان طولانی، باقی نمانده باشد. یک تشخیص راهنمای تشخیصی و آماری اختلال‌های روانی، افسردگی را به شکل یک عادت — که فرد می‌تواند به عنوان بخشی از زندگی خود تجربه کند — متمایز می‌کند.
یکی از مهم‌ترین اختلالات افسردگی به‌ویژه در وضعیت پیشرفته، از دست دادن قدرت تفکر سالم، راحت، خلاقانه یا حتی درست تمرکز کردن است که در مراتب بالاتر و در افسردگی‌های حاد، اختلال تشدید می‌شود و باعث مواردی مثل جنون می‌شود.
شکل دیگری از این حالت افسردگی فصلی است، افسردگی فصلی گونه‌ای اختلال عاطفی است، که ریشه در تغییر فصول دارد. معمولاً افراد در فصل‌های به‌خصوصی به‌ویژه در پاییز، زمستان و بهار دچار عوارض ناشی از آن می‌شوند. افسردگی فصلی گونه‌ای اختلال عاطفی است، که ریشه در تغییر فصول دارد. معمولاً افراد در فصل‌های به‌خصوصی به‌ویژه در پاییز، زمستان و بهار دچار عوارض ناشی از آن می‌شوند.
همچنین افسردگی را می‌توان در نتیجه تضعیف ذهن در برابر حل مسائل، ارائه فلسفه‌ها و… برای کنار آمدن با مشکلات روح باشد که ذهن اصطلاحاً تسلیم می‌شود و دیگر امیدی ندارد ودر نتیجه افسردگی حاصل می‌شود.
افسردگی معمولاً به دلیل فقدان (از دست دادن چیزی یا کسی) یا شکست خوردن است.
افسردگی در حیوانات
هرچند تحقیقات زیادی دربارهٔ بیماری افسردگی در حیوانات انجام نشده با این حال شواهدی وجود دارد که نشان می‌دهد، احتمالاً انسان تنها گونه در خطر این بیماری روانی نیست.
حضور حیوانات موجود در باغ وحش در سرتاسر جهان نشان داده‌اند که علائم اضطراب و افسردگی را نشان می‌دهند. در واقع، پریشانی روانی در حیوانات محبوس در باغ وحش آنقدر رایج است که نام خاص زوکوزیس را به آن می‌گویند. زوکوزیس می‌تواند شامل تکان خوردن، تاب خوردن، حرکت بیش از حد به جلو و عقب، چرخش، چرخش گردن، خودزنی، نظافت بیش از حد، گاز گرفتن، استفراغ و کوپروفاژی (مصرف مدفوع) و حتی خودکشی باشد.
این ویژگی‌ها در میان حیوانات سالم و شاد در طبیعت بسیار نادر است. هنگامی که حیوانات در اسارت نگهداری می‌شوند، توانایی بیان خواسته‌های طبیعی خود را از دست می‌دهند و این موضوع تأثیری که اغلب می‌تواند بر سلامت روحی و روانی آن‌ها بگذارد، به طرز غم‌انگیزی به شکل زوکوزیس مشهود می‌شود. چنین رفتاری، هنگامی که توسط حیوانات محصور یا مزاحم در موقعیت‌های دیگر نشان داده می‌شود، اغلب به عنوان «رفتار کلیشه‌ای» نامیده می‌شود و توسط دانشمندان به‌عنوان شاخص واضحی از مسائل شدید رفاه حیوانات به رسمیت شناخته می‌شود.
مشاهدات بسیاری نشان می‌دهد پریمات‌ها شامل (میمون شامپانزه، گوریل، اورانگوتان و لمور و…) که بهره هوشی بسیار بالایی دارند و همچنین از نظر ژنتیکی بسیار شبیه به انسان امروزی هستند در باغ وحش‌ها بسیار سریع تر از حیوانات دیگر دچار علایم افسردگی می‌شوند. گروهی از پژوهشگران در سال ۲۰۰۸ تحقیقی دربارهٔ رفتارهای عجیب شامپانزه‌های باغ وحش شیکاگو واقع در ایالت متحده آمریکا انجام دادند. نتایج این پژوهش نشان می‌دهد گروهی از شامپانزه‌ها رفتارهای بسیار پرخاشگرانه ای نسبت به هم نوعان و مسئولان باغ وحش نشان می‌دهند. در این بین پژوهشگران با اسکن ام آر آی مغزی این شامپانزه‌ها متوجه شدند سطح هورمون‌هایی مانند دوپامین بسیار پایین‌تر از سطح طبیعی آنها در حالت عادی است. همچنین به طرز عجیبی قشر خاکستری مخ فعالیت بسیار کمی از خود نشان می‌دهد. تمام این علایم شباهت‌های بسیاری به بیماری افسردگی گونه انسان را دارد.

## تاریخچه افسردگی

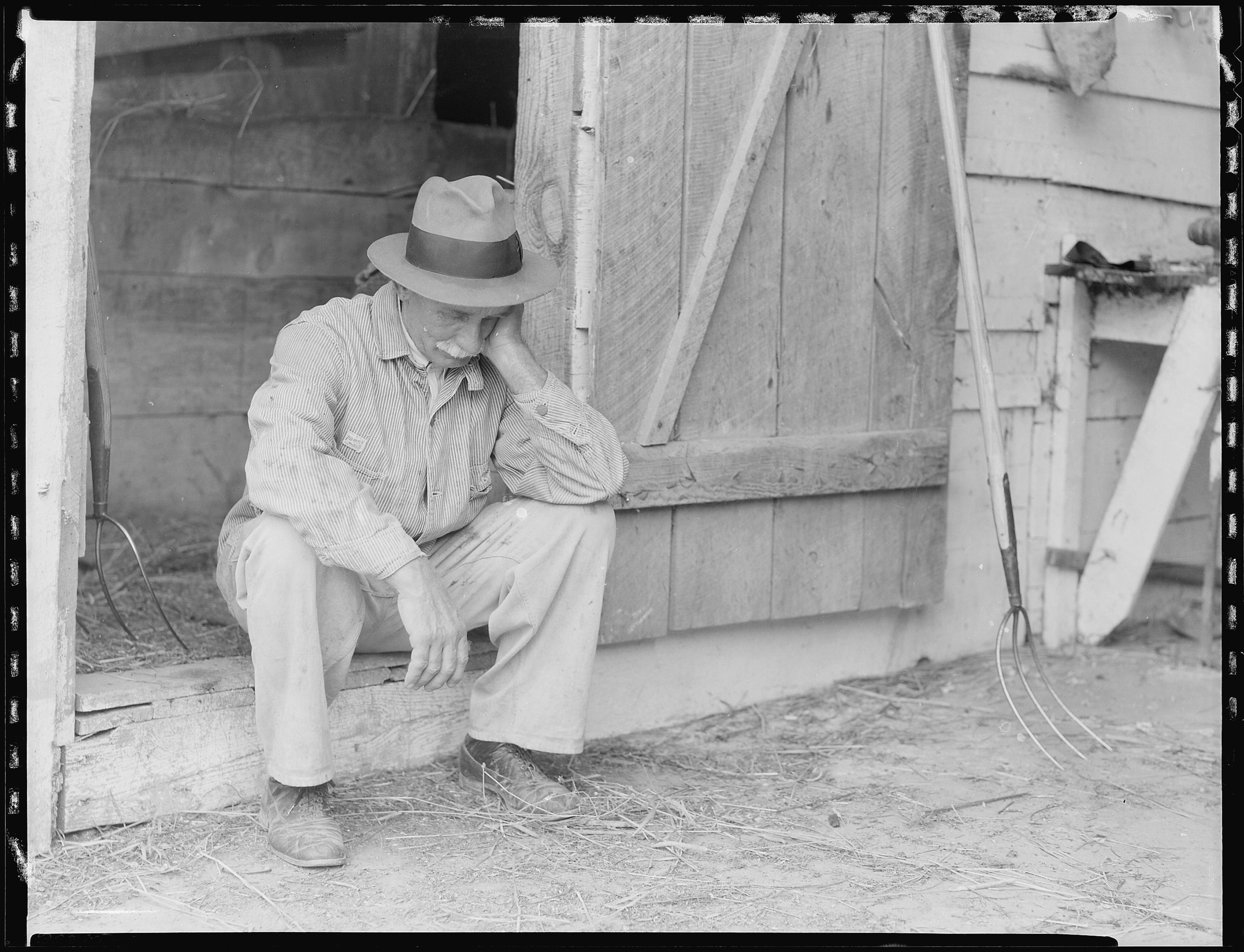
کشاورزی در ناامیدی از رکود بزرگ در سال ۱۹۳۲

داستان «پادشاه شائول» در «عهد عتیق» و نیز داستان خودکشی «آژاکس» در ایلیاد «هومر» توصیفهایی از سندرم افسردگی است. بقراط در حدود چهارصد سال پیش از میلاد مسیح اصطلاحات مانیا (شیدایی) و مالیخولیا (melancholia) را برای توصیف اختلالات روانی بکار برده بود. حدود سال سی ام میلادی یک پزشک رومی بنام سلسوس در کتابش به نام دربارهٔ طب (De re medicina)، مالیخولیا (ملانکولی) را به عنوان نوعی افسردگی ناشی از غلبه صفرا ذکر کرده است.
در ۱۸۵۴ «ژول فاره» بیماری به نام جنون دوره ای (فولی سیرکولار) را توصیف کرده بود که در آن حالات خلقی افسردگی و مانیا به‌طور متناوب پیدا می‌شد. در سال ۱۸۸۲ روان‌پزشک آلمانی «کارل کالبام» اصطلاح «سیکلوتایمی» را به کار برد و مانیا و افسردگی را مراحلی از یک بیماری واحد قلمداد کرد. در سال ۱۸۹۹ «امیل کرپلین» بر اساس اطلاعاتی که از روانپزشکان آلمانی و فرانسوی پیش از خود بدست آورده بود، نوعی روانپریشی بنام روانپریشی مانیا–افسردگی توصیف کرده بود و اکثر ملاک‌هایی را که امروزه روانپزشکان برای گذاشتن تشخیص اختلال دوقطبی I به کار می‌برند، در آن گنجانده بود. تفاوت این نوع روانپریشی با دمانس زودرس (نام اسکیزوفرنی در آن روزگار) این بود که سیر رو به تباهی و رو به دمانس در آن وجود نداشت. کرپلین نوعی افسردگی هم برشمرده بود که در اواخر بزرگسالی شروع می‌شد و نهایتاً نام مالیخولیای کهولتی بر آن نهاده شد. این نوع افسردگی از همان زمان شکلی از اختلالات خلقی دیر آغاز دانسته شد.

## چرایی‌ها

### رویدادهای زندگی

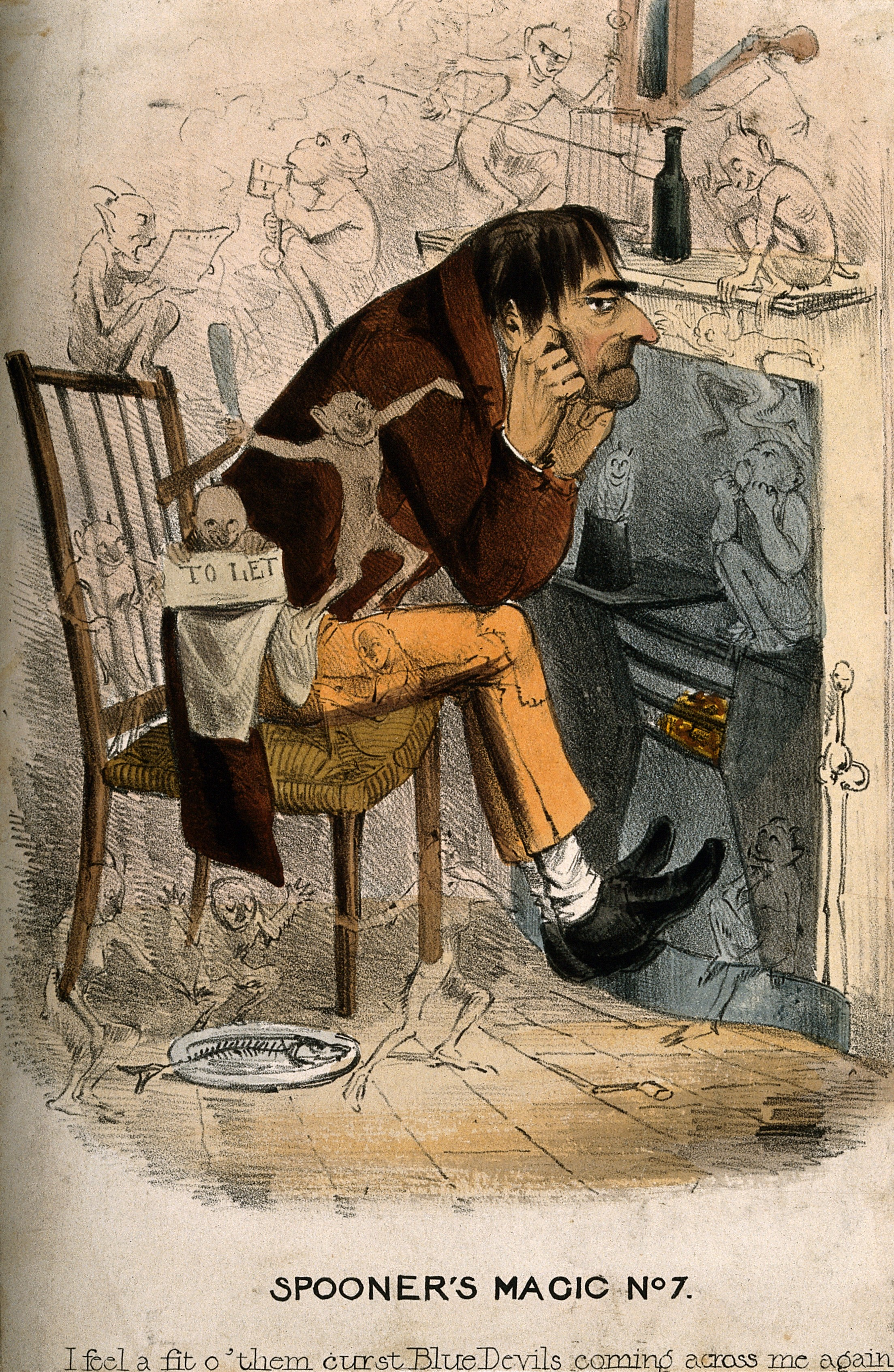
کاریکاتوی از مردی افسرده

سختی‌های دوران کودکی مانند از دست دادن نزدیکان، فروگذاری در نگه‌داری و تربیت، سوء استفاده جنسی و جسمی و تبعیض رفتاری والدین با فرزندان به بروز افسردگی در بزرگسالی کمک می‌کند. سوء استفاده‌های جسمی و جنسی در دوران کودکی نقش ویژه و قابل توجهی در احتمال بروز افسردگی در مراحل مختلف زندگی دارد.
رویدادها و تغییر و تحولات زندگی که ممکن است باعث افزایش بروز افسردگی شوند عبارتند از: زایمان، یائسگی، تنها بودن در خانه، بی هدفی شخص از تحصیلاتش، اعتیاد به روان گردان، مشکلات خانوادگی، از دست دادن یکی از نزدیکان، بدهی‌های زیاد، مشکلات مالی، بیکاری، استرس کاری، تشخیص‌های پزشکی (سرطان، ایدز و غیره)، قلدری، از دست دادن یک دوست، بلایای طبیعی، انزوای اجتماعی، تجاوز، مشکلات رابطه‌ای یا زناشویی، حسادت، جدایی و آسیب‌های جبران ناپذیر. نوجوانان ممکن است به واسطهٔ عدم پذیرش اجتماعی، فشار و قلدری از طرف هم‌سالان در معرض افسردگی قرار گیرند. هم‌چنین کودکانی که در معرض مادران افسرده قرار می‌گیرند رشدشان تا ۱۲ ماهگی به تأخیر می‌افتد.

### شخصیت
افرادی که در پرسشنامه‌های مربوط به افسردگی نمرات بالاتری از عامل روان‌رنجوری می‌گیرند، بیشتر دچار افسردگی و اختلال افسردگی اساسی هستند. هم‌چنین افراد افسرده معمولاً درون‌گراتر از سایر افراد هستند.

### درمان‌های پزشکی
افسردگی ممکن است ناشی از دورهٔ درمان باشد، از جمله مصرف داروهایی که باعث افسردگی می‌شوند. درمان‌هایی که با افسردگی مرتبط است شامل: اینترفرون تراپی، بتابلاکرها، داروهای ایزوترتینوئین، ضد بارداری، ضد تشنج، ضد میگرن، ضد روان‌پریشی، عوامل قلبی، هیپنوتیزم درمانی، شناختی-رفتاری، درمان در خانه و عوامل هورمونی می‌شود.

### مواد مخدر و روان‌گردان
گاهی سوء مصرف مواد می‌تواند باعث تشدید افسردگی شود چه در خماری و چه در ترک و هم‌چنین از آثار به‌جای مانده از مصرف. این مورد شامل نوشیدنی‌های الکلی، آرام‌بخش‌ها (از جمله بنزودیازوپین تجویزی)، مخدرها (مثل مسکن‌های تجویزی و مواد مخدری مانند هروئین)، محرک‌ها (مانند کوکائین و آمفتامین)، روان‌گردان‌ها و مواد استنشاقی می‌شود.

### بیماری‌های غیر روانی
خلق افسرده می‌تواند ناشی از برخی بیماری‌های عفونی، کمبودهای تغذیه‌ای، شرایط عصبی و مشکلات فیزیولوژیکی، از جمله آندروژن (در مردان)، بیماری آدیسون، نشانگان کوشینگ، کم‌کاری تیروئید، بیماری لایم، اِم اِس، بیماری پارکینسون، درد مزمن، سکته مغزی، دیابت و سرطان باشد.

### نشانگان روانی

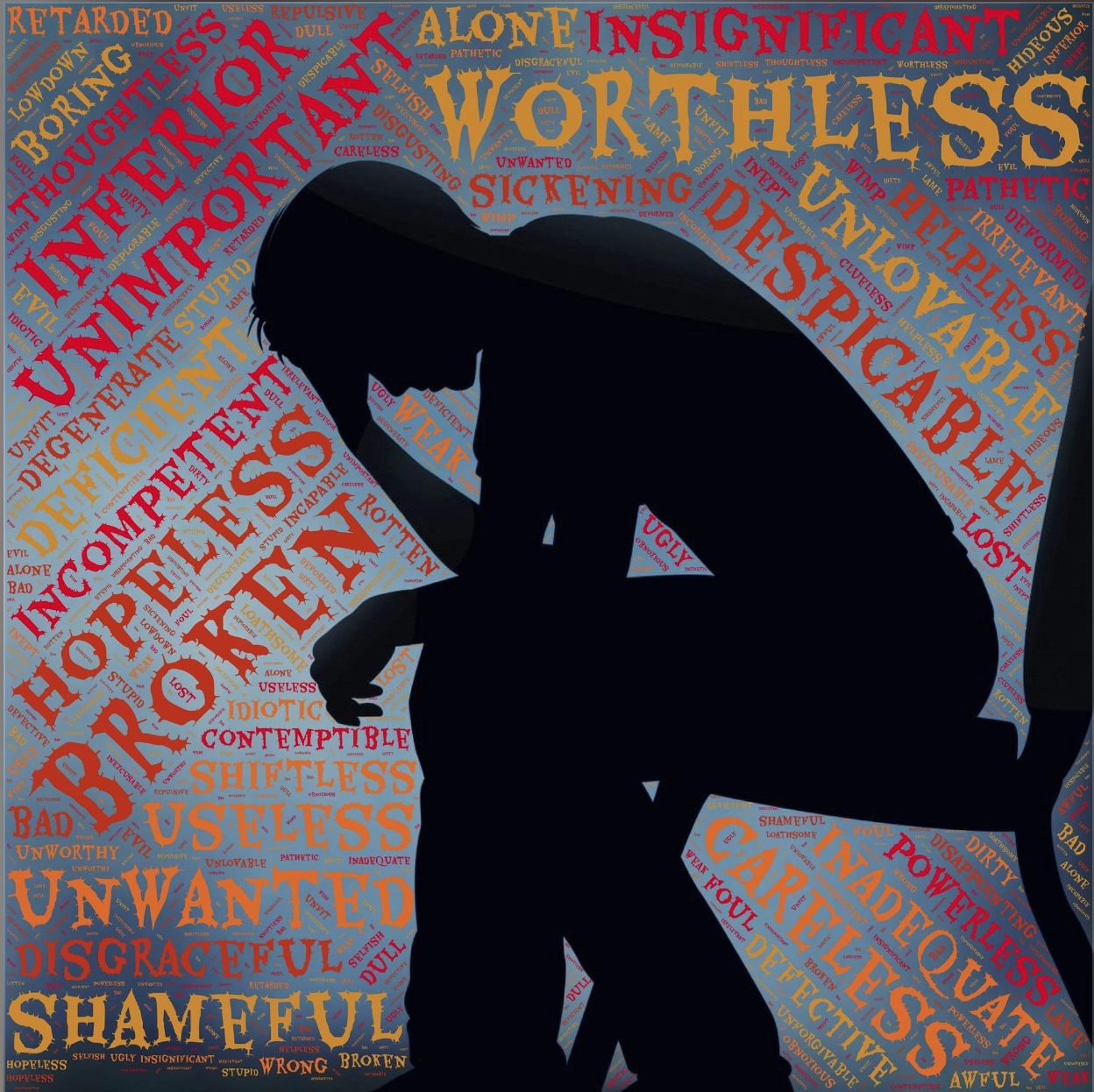
طبق یک مطالعه، نرخ افسردگی در میان جوانان آمریکایی رو به افزایش است.

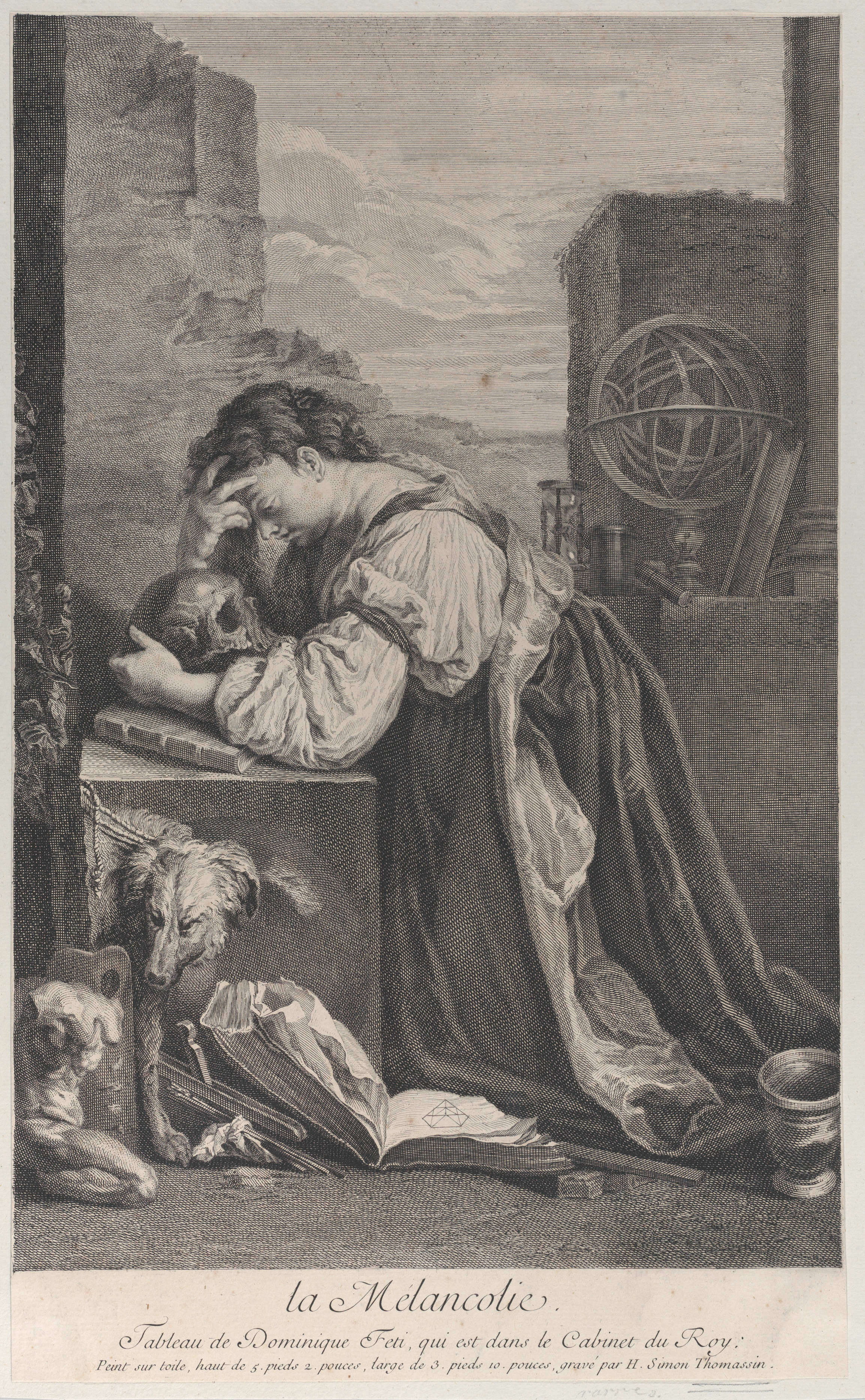
تمثیلی در باب مالیخولیا، مربوط به حدود ۱۷۲۹–۱۷۴۰، حکاکی و قلم‌زنی، در موزه هنر متروپولیتن (شهر نیویورک)

افسردگی به عنوان علائم اصلی نشانگان روانی است. اختلال خلقی گروهی از اختلالات اولیه خلقی به حساب می‌آید. این شامل اختلال افسردگی اساسی (MDD یا افسردگی اساسی یا افسردگی بالینی) می‌شود که فرد در آن حداقل دو هفته حالت افسردگی دارد و تقریباً شوق و علاقهٔ خود را نسبت به هر فعالیتی از دست می‌دهد و کج‌خلقی که علائم آن به شدت نشانه‌های اختلال اساسی نیستند. اختلال دو قطبی نیز یکی دیگر از اختلالات خلقی است که منجر به افسردگی می‌شوند.

### میراث تاریخی
پژوهشگران گمان می‌کنند میراث تاریخی نژادپرستی، اضطراب اقلیت و استعمار ممکن است باعث به وجود آمدن شرایط افسردگی شود.

## تشخیص و نشانه‌ها

### نشانه‌های افسردگی
امروزه در علم روان‌شناسی این مسئله ثابت شده است که افسردگی در افراد مختلف ممکن است با علائم متفاوتی همراه باشد. عوامل مختلفی از جمله سن و جنسیت می‌توانند مستقیماً بر روی علائم افسردگی تأثیر بگذارند؛ بنابراین بدیهی است که افسردگی در همه افراد، با علائم یکسان ظاهر نمی‌شود. اما با این حال یک سری از این علائم که از آن‌ها به عنوان علائم شایع افسردگی یاد می‌شود، در بین اکثر گروه‌ها وجود دارد.
با توجه به آخرین تحقیقات انجام شده مهم‌ترین علائم افسردگی عبارتند از
- خلق و خوی افسرده
- بی علاقگی حتی نسبت به فعالیت‌هایی که در گذشته برای فرد لذت بخش بود
- حس خود کم بینی و گناه
- افکار خودکشی
- مشکلات خواب
- آشفتگی روان
- مشکل اشتها (پرخوری و کم خوری)
- عدم تمرکز و فراموشی
- احساس خستگی و فقدان انرژی
- بدبینی و ناامیدی نسبت به آینده
- احساس تنفر نسبت به فرد، افراد یا جامعه
- احساس دلتنگی نسبت افراد نزدیک و عزیز

### تشخیص افسردگی
ارائهٔ پرسشنامه‌ها و چک‌لیست‌ها مانند «پرسشنامه افسردگی بِک» یا «پرسشنامه افسردگی کودکان» از طرف یک ارائه‌کننده خدمات درمانی می‌تواند برای کمک در تشخیص و ارزیابی افسردگی و شدت آن استفاده شود. تست افسردگی بک معمولاً به عنوان ابزار ارزیابی رسمی توسط محققان مورد استفاده قرار می‌گیرد اما لزوماً نیاز است تا روش‌های دیگر نیز استفاده شود. از مصاحبهٔ نیمه‌ساختار یافته از جمله پرسشنامهٔ بچه‌گانه (کیدی) برای اختلالات عاطفی و اسکیزوفرنی (مخفف انگلیسی: KSADS) و مصاحبهٔ بالینی برای DSM نوع ۳ (مخفف انگلیسی: SCID) برای اطمینان و تأیید افسردگی استفاده می‌شود.
زمانی که مهرطلبی از تعادل خارج می‌شود به بیماری تبدیل می‌شود، می‌توان از آن به عنوان خودتخریبی هم نام برد که ریشه آن نفرت داشتن از خود و ترس است. مهرطلبی را می‌توان یکی از ریشه‌ها و عوامل تشخیص افسردگی دانست.

## تفاوت افسردگی و اختلال دوقطبی

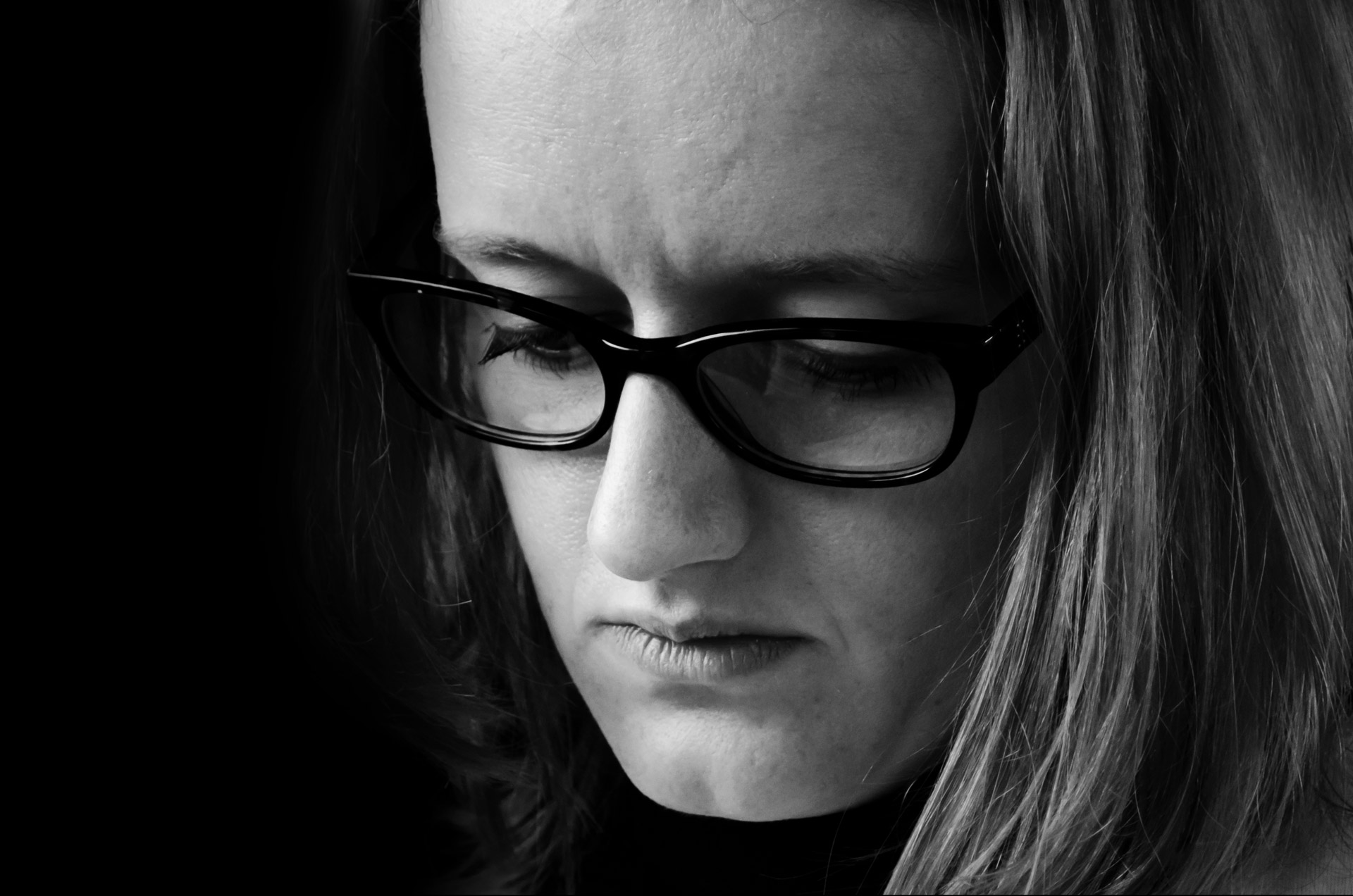
استرس مداوم و مکرر بدون دوره‌های استراحت یا مقابله کافی یکی از علل اصلی اختلالات خلقی و اضطرابی در حیوانات و انسان است.

مردمان گرفتار اختلال‌های هیجانی به شدت افسرده‌اند یا دچار شیدایی (سرخوشی افسار گسیخته) اند، یا ممکن است مدتی افسرده و مدتی شیدا باشند. دسته‌های اختلال هیجان و خلق به این شرح است: اختلال‌های افسردگی یعنی شخص یک یا چند دوره افسردگی بدون دوره‌های شیدایی دارد؛ اختلال‌های دو قطبی به این معنا که شخص بین دوره‌های شیدایی و افسردگی نوسان می‌کند. معمولاً بین هر دو دورهٔ حاد بیماری یک دورهٔ بهنجاری وجود دارد. اینکه شخص فقط دوره‌های شیدایی بدون سابقه و پیشینهٔ افسردگی داشته باشد بسیار کمیاب است.
اکثر کسانی که دچار افسردگی می‌شوند دوره‌های شیدایی پیدا نمی‌کنند. اما از هر صد بیمار افسرده یک یا دو بیمار گرفتارِ هر دو دورهٔ افسردگی و شیدایی می‌شوند و عنوان تشخیصیِ اختلال دوقطبی یا شیدا–افسرده می‌گیرند. در این نوع اختلال، شخص بین دوره‌هایی از افسردگی و سرخوشی شدید نوسان می‌کند. در بعضی بیماران، بین دو دوره شیدایی و افسردگی فقط یک دوره کوتاه بهنجاری دیده می‌شود.

## افسردگی در سنین مختلف

### افسردگی در کودکان و نوجوانان

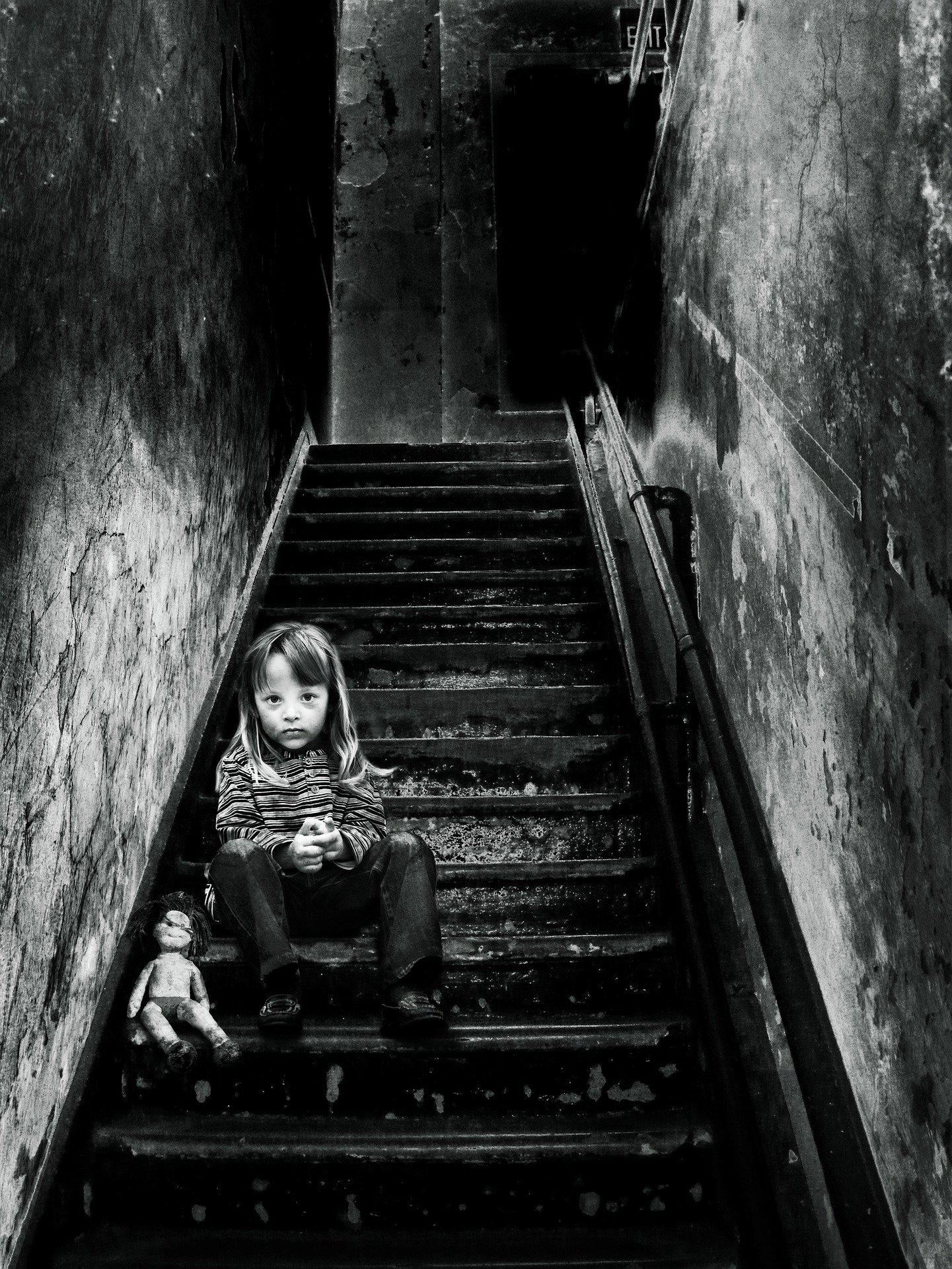
کودک افسرده

تمامی انسان‌ها در مقطعی از دوران کودکی و جوانی خود به‌طور طبیعی با بحران‌های احساسی مواجه می‌شوند، اما گاهی این مقاطع بحرانی در برخی کودکان منجر به افسردگی می‌شود. کودکانی که مبتلا به بیش فعالی، اختلال یادگیری، اختلال اضطراب و اضطراب نافرمانی مقابله‌جویانه (Odd) هستند، احتمال این که دچار افسردگی شوند بیشتر است.
از دلایل افسردگی در نوجوانان می‌‌توان به اتفاقات ناگوار، آسیب‌های روحی دوره‌ی کودکی، اشتباه در انتخاب دوستان، شرایط محیطی، تغییرات هورمونی و وراثت اشاره کرد.

### افسردگی در سالمندان
افسردگی در افراد سالخورده معمولاً درمان‌نشده باقی می‌ماند، چرا که بسیاری از این افراد افسردگی را یکی از پیامدهای طبیعی افزایش سن و واکنشی طبیعی در مقابل مسائل جسمی، روحی و اجتماعی مرتبط با سالخوردگی می‌دانند. سالخوردگان معمولاً برای درمان افسردگی خود اقدام نمی‌کنند.

### افسردگی در مردان
مردان با توجه به ویژگی‌ها و صفاتی که دارند، از افسردگی خود بیشتر شرمنده و خجالت زده می‌شوند و به همین دلیل سعی می‌کنند که بیماری و شرایط سخت زندگی خود را از همه پنهان کنند و در برابر این بیماری و شرایط بد تاب بیاورند.

### افسردگی در زنان

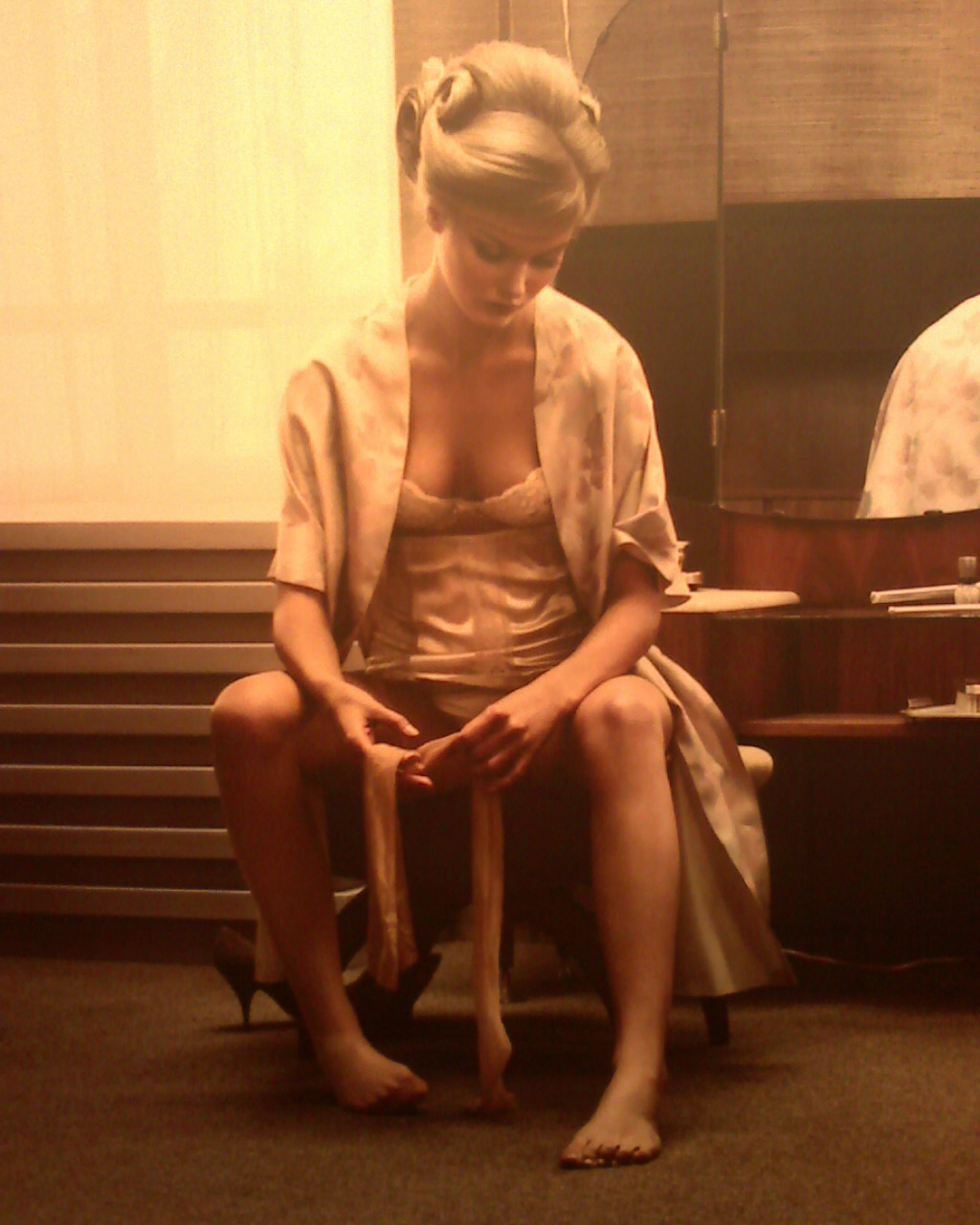
افسردگی در زنان

عوامل مختلفی از جمله بیولوژیک باروری، ژنتیک، تغییرات هورمونی و روابط بین فردی در ابتلای زنان به افسردگی نقش زیادی دارد. بسیاری از زنان در دوران قاعدگی از لحاظ احساسی و جسمی بسیار ضعیف می‌شوند (سندروم پیش از قاعدگی)، تغییرات رفتاری مثل احساس افسردگی و تحریک پذیری را تجربه می‌کنند.
عدهٔ زیادی از زنان افسرده علائم و نشانه‌های شدیدتری در دوران قاعدگی تجربه می‌کنند. بسیاری از آن‌ها در زمان پس از زایمان به افسردگی پس از زایمان دچار می‌شوند. علائم افسردگی شدید در زنان در فاصله زمانی کمی پس از وضع حمل بروز می‌کند که موجب اضطراب، بی خوابی، گریه یا افکاری مانند آسیب رساندن به خود یا نوزاد می‌شود.

## درمان
خلق افسرده ممکن است به درمان حرفه‌ای نیازی نداشته و یک واکنش طبیعی نسبت به رویدادهای زندگی، علائم برخی از شرایط پزشکی یا عوارض جانبی ناشی از مصرف بعضی داروها و درمان‌های پزشکی باشد.
در بین گیاهان دارویی زعفران، گل محمدی و لیموترش تأثیر بسزایی در بهبود و درمان افسردگی دارند.
مواد مؤثره موجود در زعفران (کروسین و سافرانال) تأثیری مشابه داروی فلوکستین داشته و از بازجذب دوپامین، نوراپی نفرین و سروتونین جلوگیری می‌کند و بدین ترتیب اثر ضد افسردگی خود را اعمال می‌نماید. در مطالعه بالینی که روی ۳۰ بیمار مبتلا به افسردگی در محدوده سنی ۱۸ تا ۵۵ سال برای مقایسه کپسول‌های ۳۰ میلی‌گرم زعفران و کپسول‌های ۱۰۰ میلی‌گرم ایمی پیرامین به مدت ۶ هفته صورت گرفت نشان داد که هیچ تفاوت معنی داری بین این دو گروه دیده نشد و در هر دو گروه بهبودی چشمگیری مشاهده گردید. همچنین برخی عوارض ایمی پیرامین مانند خشکی دهان در گروهی که زعفران مصرف کرده بودند مشاهده نگردید. در مطالعه بالینی دیگر که به صورت دو سویه کور بر روی ۴۰ بیمار مبتلا به افسردگی به مدت ۶ هفته و برای مقایسه کپسول‌های ۳۰ میلی‌گرم زعفران در مقایسه با فلوکستین ۲۰ میلی‌گرم انجام گرفت نشان داد که بین دو گروه تفاوت معنی داری دیده نشد و در هر دو گروه علایم افسردگی بهبود یافت. همچنین اثر ضد افسردگی گل محمدی از طریق تغییر رهاسازی آمین‌های موجود در نورون‌های پیش سیناپسی می‌باشد. ماده مؤثر (ژرانیول) موجود در گل محمدی اثر مهاری بر روی آنزیم مونو آمینو اکسیداز داشته و از تجزیه مونو آمین‌ها جلوگیری کرده و سبب افزایش رهاسازی مونو آمین‌ها می‌شود. این گیاه از طریق مهار بازجذب نوروترانسمیترهای مونو آمین شامل ۵-هیدروکسی تریپتامین و نورآدرنالین سبب افزایش میزان این نوروترانسمیترها شده و بدین ترتیب خاصیت ضد افسردگی خود را اعمال می‌نماید. در یک مطالعه‌ای که به منظور بررسی اثر ضد افسردگی گل محمدی در مقایسه با نرمال سالین در ۳۰ موش نر نژاد سوری با استفاده از آزمون شنای اجباری صورت گرفت، پس از اتمام مطالعه نتایج، نشان دهنده کاهش زمان بی تحرکی موش‌ها و افزایش زمان شنا بود. در طی مطالعات انجام شده با استفاده از آنتاگونیستها و آگونیستهای گیرنده‌های مختلفی مانند گیرنده‌های بنزودیازپینی، سروتونینی، آدرنالینی و دوپامینی و نیز با استفاده از تست‌های رفتاری نشان داده است که تأثیر ضد افسردگی اسانس لیمو اساساً به مسیر سروتونرژیکی خصوصاً گیرنده "5-HT1A" مربوط می‌شود. علاوه بر این آنالیز میزان نوروترنسمیترها در نواحی مختلف مغزی نشان داده است که اسانس لیمو احتمالاً از طریق تغییر سیستم‌های دوپامینرژیک و سروتونرژیکی فعالیت ضد افسردگی خود را اعمال می‌کند. در یک مطالعه تأثیرات ضد افسردگی مصرف خوراکی اسانس لیمو در موشها با استفاده از تست معلق ماندن از دم (tail suspension test) و نیز تأثیر آن بر مونو آمین‌های مغز مورد بررسی قرار گرفت. یافته‌ها نشان داد در مقایسه با فلوکستین (۱۸ کیلوگرم/میلی‌گرم خوراکی) به عنوان کنترل مثبت، مصرف ۴۰۰ کیلوگرم/میلی‌گرم اسانس لیمو زمان بی تحرکی در این تست را به نحو چشمگیری کاهش می‌دهد. آنالیز HPLC نمونه‌های به دست آمده نشان داد که موش‌های گاواژ شده با اسانس لیمو تفاوت‌های چشمگیری از لحاظ غلظت نوراپی نفرین، دوپامین و سروتونین در کورتکس پیش قدامی، استریاتوم و هیپوکامپ دارند که می‌تواند مؤید تأثیرات ضد استرسی و افسردگی اسانس لیمو باشد. در مطالعه‌ای دیگر تأثیرات ضد افسردگی رایحه چندین گیاه از جمله لیمو با استفاده از تست شنای اجباری بررسی شد. نتایج این مطالعه نشان داد که تنها رایحه لیمو به نحو چشمگیری زمان بی تحرکی کل را کاهش داده است و نیز موجب تقویت کاهش زمان بی تحرکی القا شده با داروی ایمیپرامین شده است. این مطالعه نشان دهنده تأثیر ضد افسردگی رایحه اسانس لیمو می‌باشد.

### درمان با دارو
داروهای ضد افسردگی می‌توانند به درمان افسردگی متوسط تا شدید کمک کنند.
چندین کلاس ضد افسردگی موجود است:
- مهارکننده‌های انتخابی جذب مجدد سروتونین (SSRI)
- مهار کننده‌های مونوآمین اکسیداز (MAOI)
- داروهای ضد افسردگی سه حلقه ای
- داروهای ضد افسردگی غیر معمول
- مهارکننده‌های جذب مجدد سروتونین و نوراپی نفرین (SNRI)

هر کلاس بر روی یک انتقال دهنده عصبی یا ترکیبی از انتقال دهنده‌های عصبی متفاوت عمل می‌کند.
فرد فقط باید طبق تجویز پزشک از این داروها استفاده کند. بعضی از داروها ممکن است مدتی طول بکشد تا تأثیر خود را بگذارد. با قطع دارو، فرد ممکن است مزایایی را که ممکن است به همراه داشته باشد تجربه نکند.
برخی از افراد پس از بهبود علائم، مصرف دارو را متوقف می‌کنند، اما این می‌تواند منجر به عود شود.
هر گونه نگرانی در مورد داروهای ضد افسردگی، از جمله قصد قطع مصرف دارو، را با پزشک مطرح کنید.
عوارض جانبی دارو
SSRIها و SNRIها می‌توانند عوارض جانبی داشته باشند. یک شخص ممکن است موارد زیر را تجربه کند:
- حالت تهوع
- یبوست
- اسهال
- قند خون پایین
- کاهش وزن
- بثورات
- اختلال عملکرد جنسی[۳۴]

## همه‌گیرشناسی

### مسئله نژادی

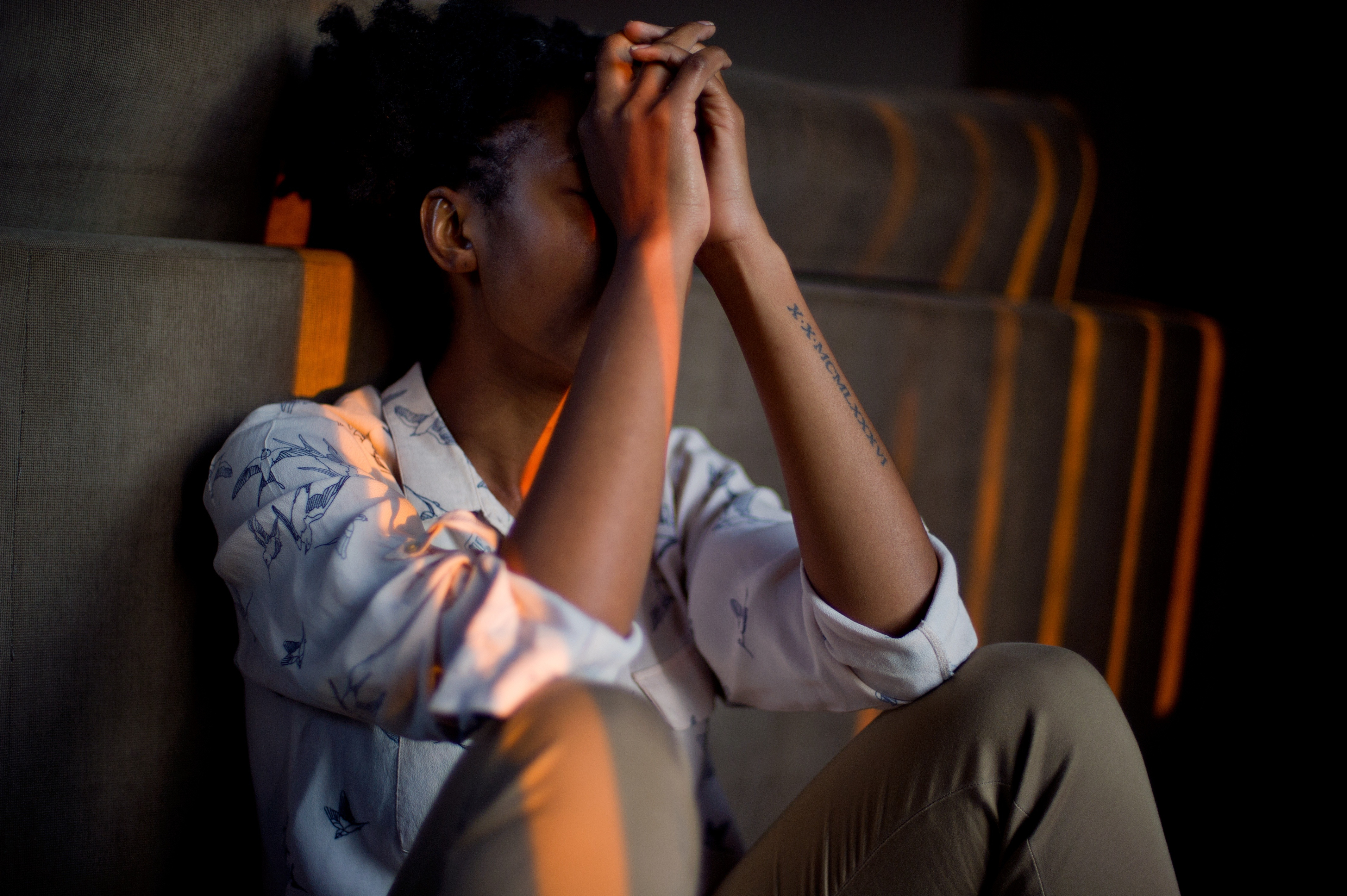
تصویر زنی که دچار استرس و ناراحتی روحی است

زمانی که شهروندان ایالات متحده آمریکا که با افسردگی مواجه‌اند در نظر گرفته می‌شوند، تفاوت‌های نژادی خود را نشان می‌دهد. به‌طور مثال احتمال بروز روان‌پریشی و تنش‌های روانی در سیاه‌پوستان آمریکایی ۲۰ درصد بیشتر از سفیدپوستان گزارش شده است. هم‌چنین آمار مردان سیاه‌پوست آمریکایی که از بیماری‌های مزمن جدی مانند دیابت و سرطان رنج می‌برند به میزان بیشتری از مردان سفیدپوست است و این بیماری‌ها و اختلالات به عنوان عوامل عمدهٔ بروز افسردگی شناخته می‌شوند.
حدود سال ۲۰۱۶ میلادی فقدان عظیمی در زمینهٔ متخصصان روان درمانی در بین سیاه‌پوستان وجود داشت. سفیدپوستان در حرفهٔ روان‌شناسی و روان‌پزشکی تسلط دارند در حالی که تنها ۲ درصد از متخصصان روان درمانی سیاه‌پوست هستند و حدود سه چهارم از آن‌ها نیز زن هستند. بسیاری از مردان سیاه‌پوست آمریکایی در افشای احساسات و درونیات خود به کسانی که در زمینهٔ فرهنگ با آن‌ها وجه اشتراکی ندارند، احساس ناراحتی می‌کنند و کمبود درمانگران مرد سیاه‌پوست به معنی فقدان مدل و نشانه‌ها برای محققانی که در آینده می‌خواهند بر روی جامعهٔ خود تحقیق کنند، می‌باشد. بر اساس تحقیقی که توسط سیری النگ یکی از استادیاران جامعه‌شناسی و انسان‌شناسی دانشگاه لیهای پنسیلوانیا انجام شده، نشان می‌دهد که بسیاری از سیاه‌پوستان آمریکایی به افسردگی به عنوان یک ضعف نگاه می‌کنند و نه یک مسئله در حوزهٔ سلامت.

### تفاوت‌های جنسیتی
افسردگی در زنان بیشتر از مردان است؛ و در همین حال زنان به میزان بیشتری دارای نشانه‌های جسمانی مانند کم‌اشتهایی، اختلال خواب و خستگی همراه با درد و اضطراب نسبت به مردان هستند، این تفاوت جنسیتی بسیار کوچک‌تر از دیگر جنبه‌های افسردگی است.
موارد خودکشی در مردان نسبت به زنان بیشتر است. گزارش‌هایی از دانشگاه لوند سوئد و دانشگاه استنفورد نشان داده، مردان تقریباً ۳ برابر زنان در سوئد خودکشی می‌کنند و مرکز کنترل و پیشگیری بیماری و مرکز ملی پیشگیری و کنترل آسیب کشور آمریکا گزارش داده که در آمریکا خودکشی در بسیاری از مردان تقریباً ۳ برابر بیشتر از زنان است. با این حال زنان بیشتر از مردان به خودکشی فکر می‌کنند و به آن دست می‌زنند. تفاوتی که به مردان نسبت داده می‌شود به این دلیل است که آن‌ها از راه‌های مؤثرتری برای خودکشی استفاده می‌کنند و میزان موفقیت آن‌ها در این کار بیشتر است. تحقیقات نشان داده است، زنان تمایل بیشتری برای بحث در مورد افسردگی خود دارند در حالی که مردان سعی می‌کنند آن را از دیگران مخفی کنند. ویژگی ابراز تمایلات و درونیات در زنان بیشتر است و این می‌تواند عامل مؤثری در وقوع این رویداد یعنی خودکشی باشد.

## افسردگی در فلسفه
بقراط که یک پزشک یونانی بود، اظهار داشت که افسردگی (که در ابتدا به نام «مالیخولیا» نامیده می‌شد) ناشی از چهار مایع نامتعادل بدن به نام اخلاط (صفرا زرد، صفرا سیاه، خلط و خون) بود. به‌طور خاص، او فکر می‌کرد که ملانین ناشی از صفرا بسیار سیاه در طحال است. درمان انتخابی بقراط شامل گرفتن خون، حمام، ورزش و رژیم غذایی بود. در مقابل، یک فیلسوف و سیاست‌مدار رومی به نام سیسرون معتقد بود که مالیخولیا علت‌های روانی مانند خشم، ترس و اندوه دارد.
در سال‌های گذشته قبل از دوران مشترک، علی‌رغم برخی مراحل برای اعتقاد به دلایل بیشتر جسمی و روحی افسردگی، یک باور غلط بسیار رایج حتی در بین برخی رومیان تحصیل‌کرده وجود داشت که افسردگی و سایر بیماری‌های روحی ناشی از شیاطین و خشم خدایان است.